# IC 477
IC 477 ist eine elliptische Galaxie vom Hubble-Typ E im Sternbild Zwillinge auf der Ekliptik. Sie ist schätzungsweise 602 Millionen Lichtjahre von der Milchstraße entfernt.
Das Objekt wurde am 17. Februar 1892 vom französischen Astronomen Stéphane Javelle entdeckt.